# Lady Byng Memorial Trophy
Il Lady Byng Memorial Trophy, noto in passato come Lady Byng Trophy, è un premio istituito dalla National Hockey League "al giocatore che ha esibito maggiormente la propria sportività e buona condotta combinate con un alto livello di abilità". Il Lady Byng Memorial Trophy è stato consegnato per 88 volte a 53 giocatori diversi sin dalla sua creazione avvenuta nel 1925.
Il voto, condotto al termine della regular season dagli esperti della Professional Hockey Writers Association, prevede che ciascun giurato esprima cinque preferenze, indicando per ognuno di essi un diverso punteggio basato sulla scala 10-7-5-3-1. La scelta dei tre finalisti e la consegna del premio avvengono in occasione della cerimonia degli NHL Awards al termine dei playoff della Stanley Cup.

## Storia
Il trofeo deve il suo nome a Marie Evelyn Moreton (Lady Byng), moglie di Julian Byng, I visconte Byng di Vimy, eroe di guerra nella battaglia di Vimy che svolse l'incarico di Governatore generale del Canada dal 1921 al 1926. Lady Byng, appassionata di hockey su ghiaccio, decise di donare il trofeo alla NHL nel 1925.
Ella decise che il primo vincitore avrebbe dovuto essere Frank Nighbor, giocatore degli Ottawa Senators. Al termine della stagione 1924-25 Lady Byng invitò Nighbor alla residenza di Rideau Hall, gli mostrò il trofeo e gli chiese se la NHL avrebbe accettato tale premio per il giocatore più corretto e sportivo. Quando Nighbor rispose che avrebbero accettato il premio Lady Byng gli consegnò di persona il premio.
Dopo che il giocatore dei New York Rangers Frank Boucher conquistò per la settima volta il trofeo in otto anni, Lady Byng fu così impressionata da concedergli il trofeo originale da tenere per sé. Lady Byng quindi donò un secondo trofeo nella stagione 1935-36. Alla morte di Lady Byng nel 1949 la NHL presentò una terza versione del trofeo e ne cambiò il nome ufficiale in Lady Byng Memorial Trophy. Nel 1962 il trofeo originale fu distrutto dopo un incendio scoppiato nell'abitazione di Boucher.
Oltre a Boucher anche altri giocatori sono stati in grado di vincere il trofeo più volte: Wayne Gretzky lo vinse cinque volte, Red Kelly e Pavel Dacjuk quattro, mentre Bobby Bauer, Alex Delvecchio, Mike Bossy, Ron Francis e Martin St. Louis tre volte ciascuno. A livello di franchigie i New York Rangers insieme con i Detroit Red Wings detengono il record di quattordici trofei vinti, seguiti a distanza dai Toronto Maple Leafs con nove successi, i Chicago Blackhawks e i Boston Bruins con otto e i Los Angeles Kings con sei.
Cinque giocatori hanno vinto nella stessa stagione il Lady Byng Trophy e l'Hart Memorial Trophy come MVP della stagione regolare: Buddy O'Connor (1947–48), Bobby Hull (1964–65), Stan Mikita (1966–67 e 1967–68), Wayne Gretzky (1979–80) e Joe Sakic (2000–01). Mikita è stato l'unico giocatore ad aver vinto nella stessa stagione i trofei Hart, Art Ross e Lady Byng, ripetendosi per due stagioni consecutive nel 1966–67 e nel 1967–68. Gretzky, Bobby Hull e Martin St. Louis sono gli altri giocatori ad aver vinto tutti e tre i trofei nel corso della loro carriera, anche se non nella stessa stagione, mentre Bobby e Brett Hull sono l'unica coppia di padre e figlio ad aver vinto l'Hart e il Lady Byng.

## Vincitori

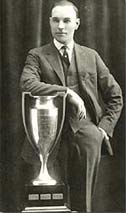
Frank Nighbor, due volte vincitore.

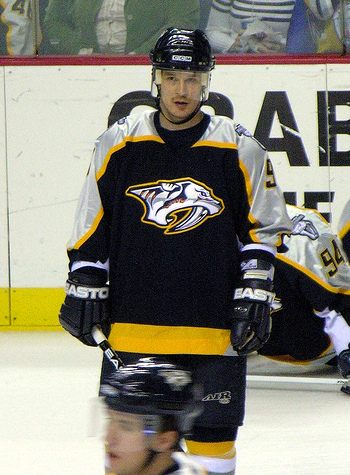
Paul Kariya, due volte vincitore.

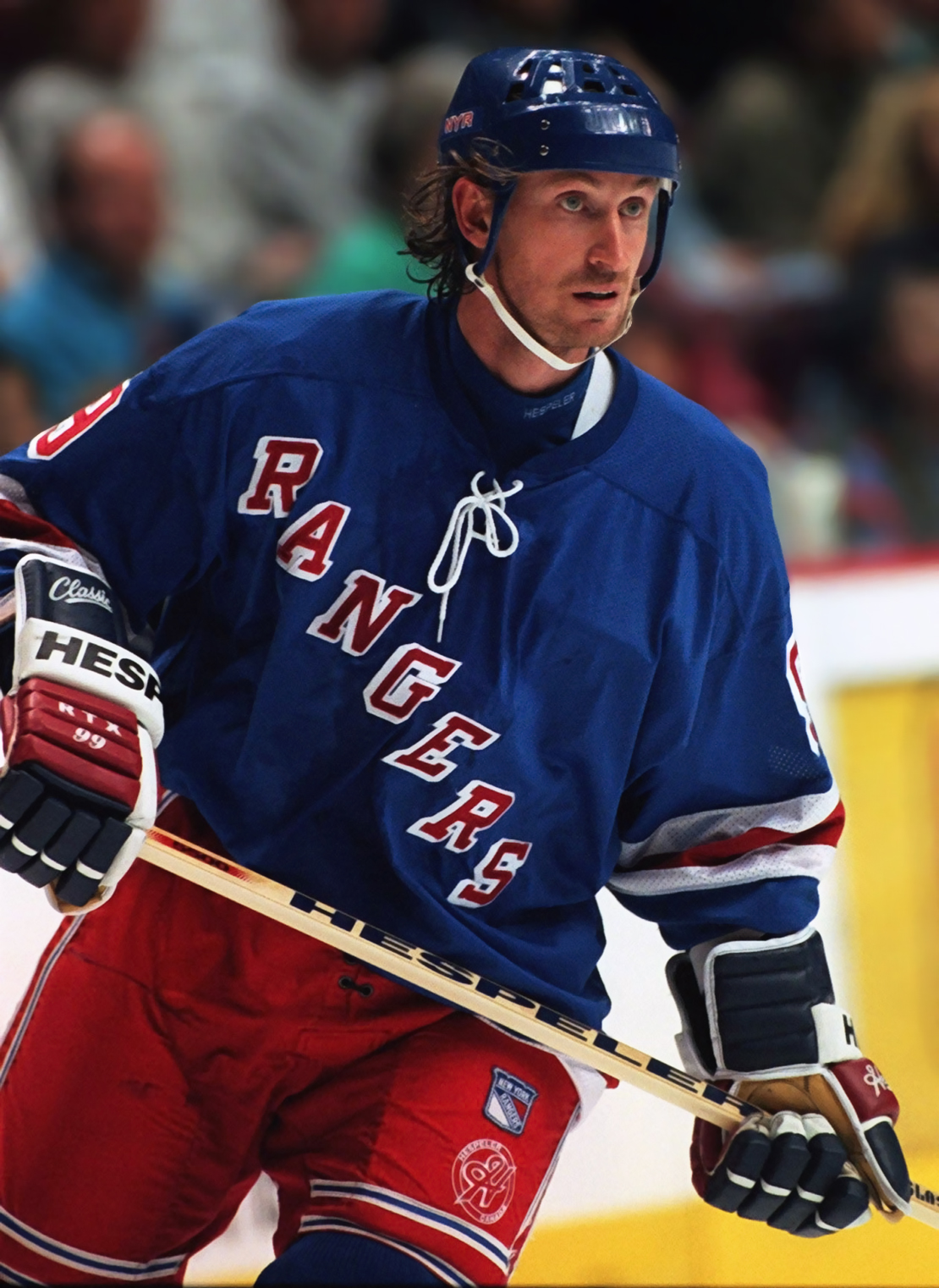
Wayne Gretzky, cinque volte vincitore.

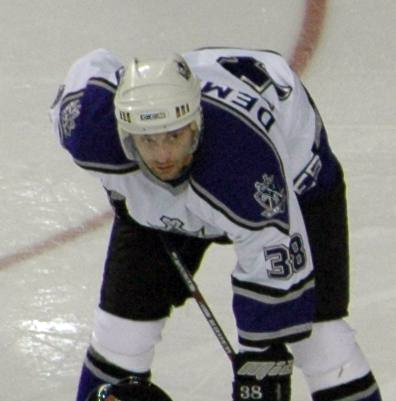
Pavol Demitra, una volta vincitore.

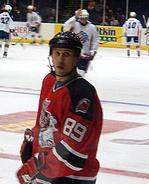
Aleksandr Mogil'nyj, una volta vincitore.

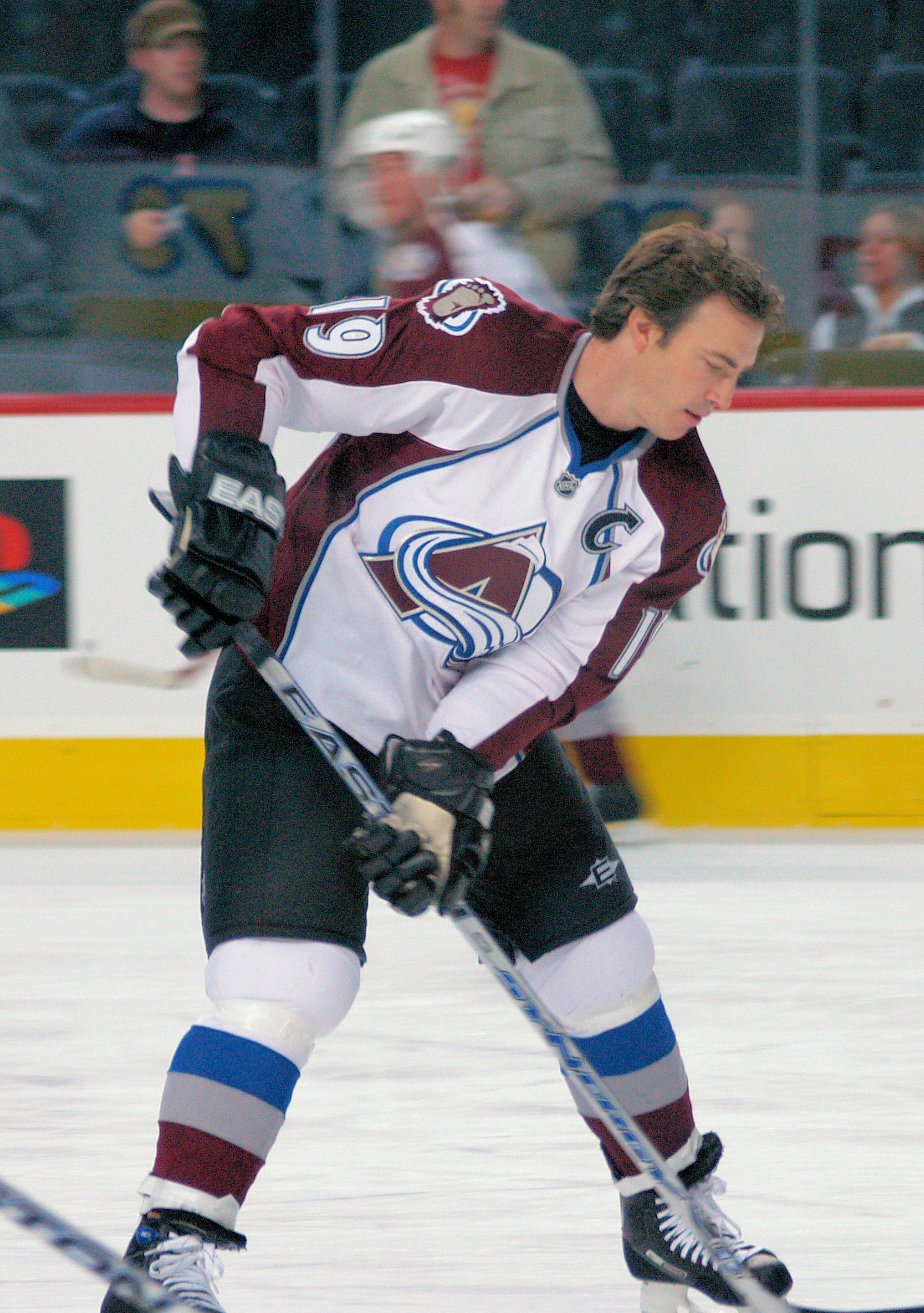
Joe Sakic, una volta vincitore.

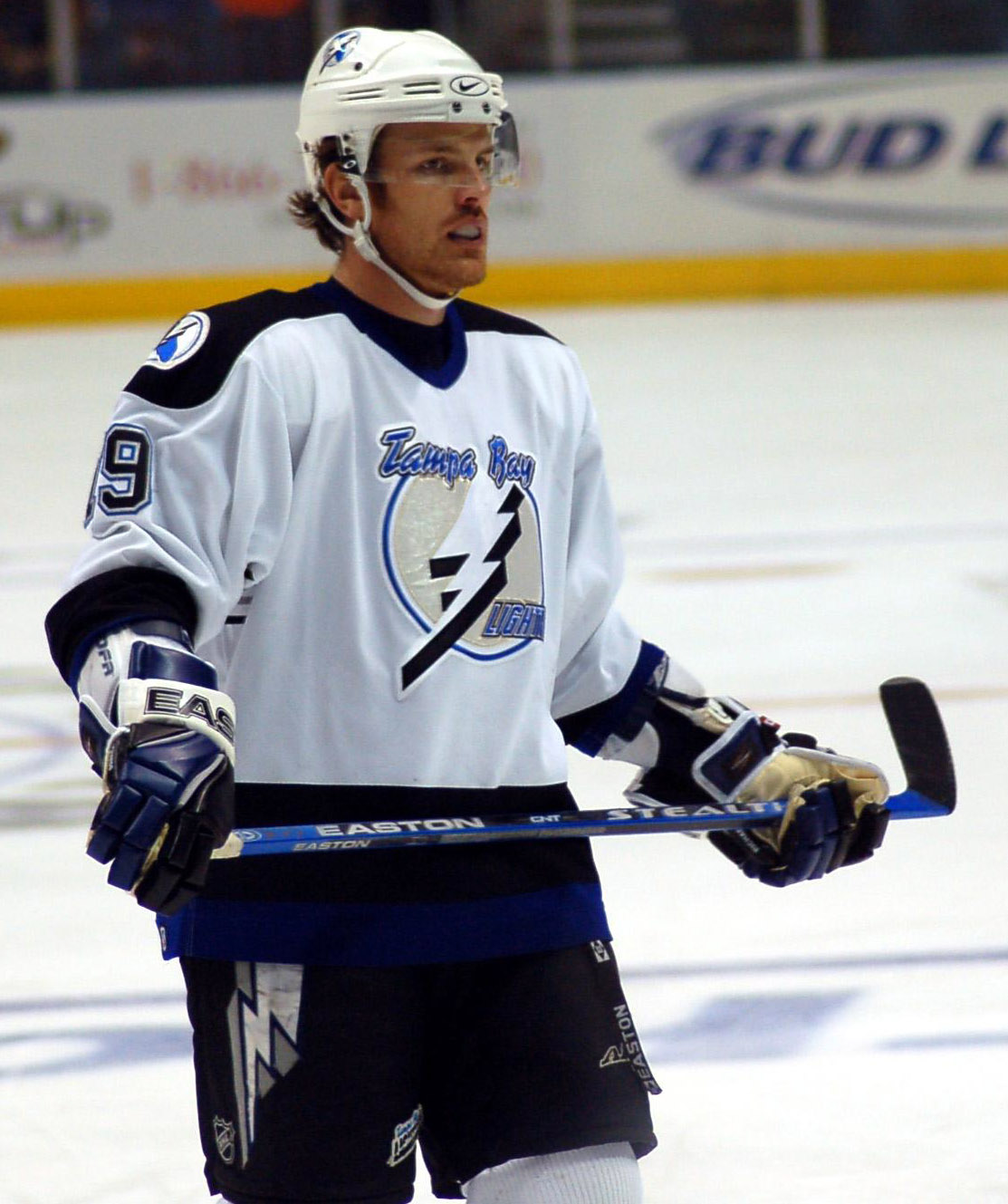
Brad Richards, una volta vincitore.

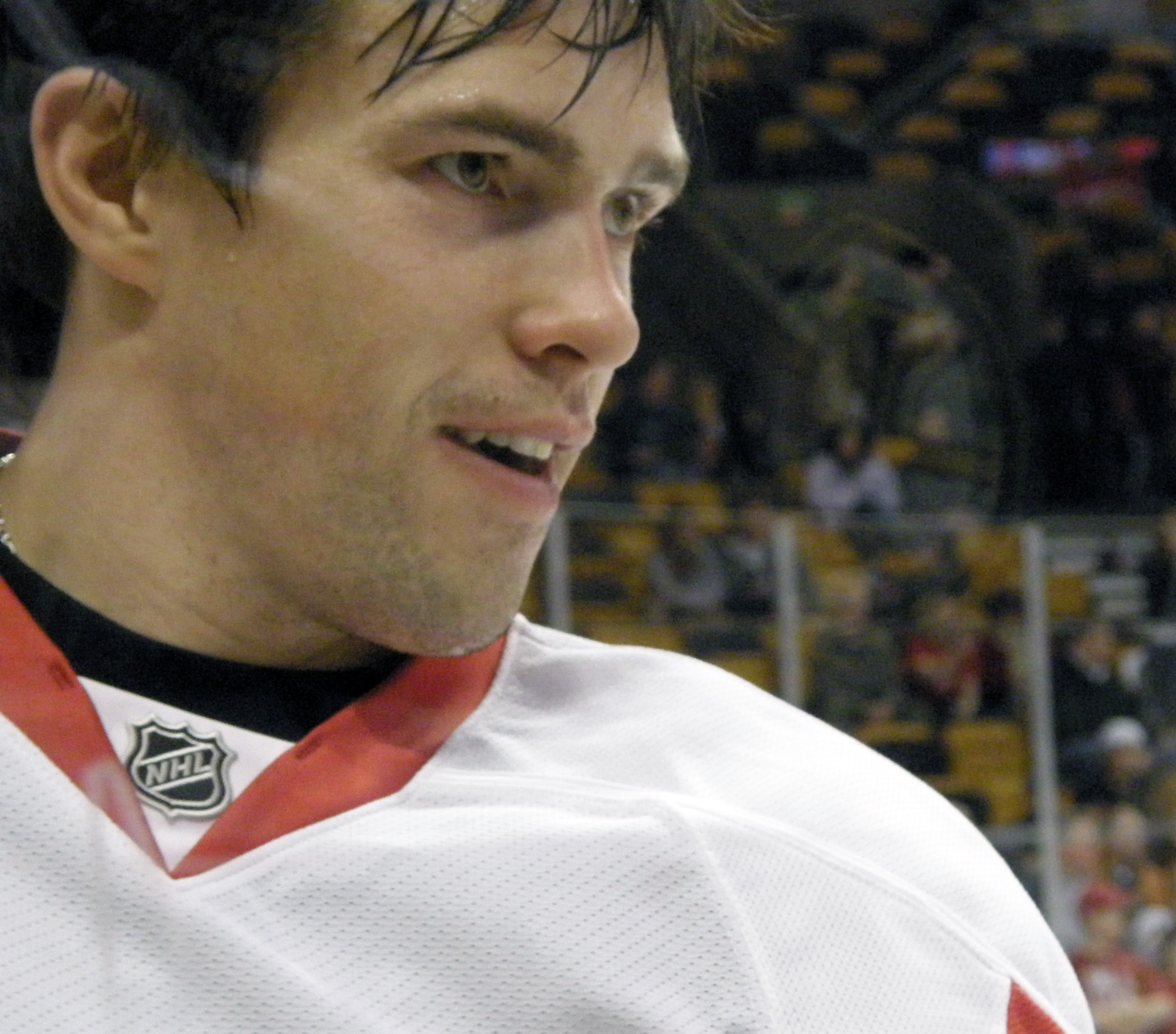
Pavel Dacjuk, quattro volte vincitore.

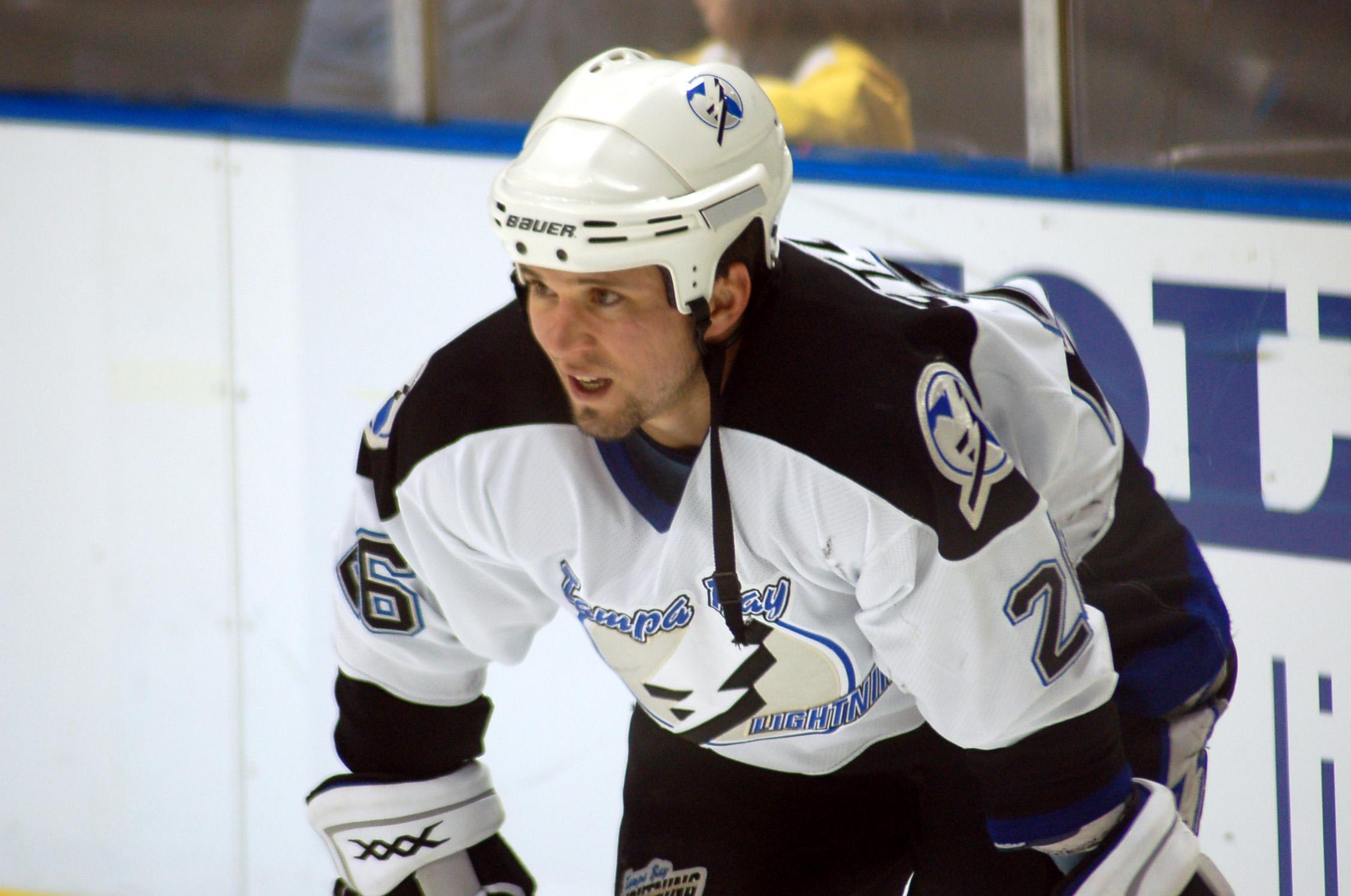
Martin St. Louis, tre volte vincitore.

| C | Centro | AS | Ala sinistra | D | Difensore | AD | Ala destra | P | Portiere |

     Giocatore ancora in attività nella NHL
| Stagione  | Vincitore                            | Squadra                              | Posizione                            | Vittoria #                           |
| --------- | ------------------------------------ | ------------------------------------ | ------------------------------------ | ------------------------------------ |
| 1924-25   | Frank Nighbor                        | Ottawa Senators                      | C                                    | 1                                    |
| 1925-26   | Frank Nighbor                        | Ottawa Senators                      | C                                    | 2                                    |
| 1926-27   | Billy Burch                          | New York Americans                   | C                                    | 1                                    |
| 1927-28   | Frank Boucher                        | New York Rangers                     | C                                    | 1                                    |
| 1928-29   | Frank Boucher                        | New York Rangers                     | C                                    | 2                                    |
| 1929-30   | Frank Boucher                        | New York Rangers                     | C                                    | 3                                    |
| 1930-31   | Frank Boucher                        | New York Rangers                     | C                                    | 4                                    |
| 1931-32   | Joe Primeau                          | Toronto Maple Leafs                  | C                                    | 1                                    |
| 1932-33   | Frank Boucher                        | New York Rangers                     | C                                    | 5                                    |
| 1933-34   | Frank Boucher                        | New York Rangers                     | C                                    | 6                                    |
| 1934-35   | Frank Boucher                        | New York Rangers                     | C                                    | 7                                    |
| 1935-36   | Elwin Romnes                         | Chicago Black Hawks                  | C                                    | 1                                    |
| 1936-37   | Marty Barry                          | Detroit Red Wings                    | C                                    | 1                                    |
| 1937-38   | Gordie Drillon                       | Toronto Maple Leafs                  | AD                                   | 1                                    |
| 1938-39   | Clint Smith                          | New York Rangers                     | C                                    | 1                                    |
| 1939-40   | Bobby Bauer                          | Boston Bruins                        | AD                                   | 1                                    |
| 1940-41   | Bobby Bauer                          | Boston Bruins                        | AD                                   | 2                                    |
| 1941-42   | Syl Apps                             | Toronto Maple Leafs                  | C                                    | 1                                    |
| 1942-43   | Max Bentley                          | Chicago Black Hawks                  | C                                    | 1                                    |
| 1943-44   | Clint Smith                          | Chicago Black Hawks                  | C                                    | 2                                    |
| 1944-45   | Bill Mosienko                        | Chicago Black Hawks                  | AD                                   | 1                                    |
| 1945-46   | Toe Blake                            | Montreal Canadiens                   | AS                                   | 1                                    |
| 1946-47   | Bobby Bauer                          | Boston Bruins                        | AD                                   | 3                                    |
| 1947-48   | Buddy O'Connor                       | New York Rangers                     | C                                    | 1                                    |
| 1948-49   | Bill Quackenbush                     | Detroit Red Wings                    | D                                    | 1                                    |
| 1949-50   | Edgar Laprade                        | New York Rangers                     | C                                    | 1                                    |
| 1950-51   | Red Kelly                            | Detroit Red Wings                    | D                                    | 1                                    |
| 1951-52   | Sid Smith                            | Toronto Maple Leafs                  | AS                                   | 1                                    |
| 1952-53   | Red Kelly                            | Detroit Red Wings                    | D                                    | 2                                    |
| 1953-54   | Red Kelly                            | Detroit Red Wings                    | D                                    | 3                                    |
| 1954-55   | Sid Smith                            | Toronto Maple Leafs                  | AS                                   | 2                                    |
| 1955-56   | Earl Reibel                          | Detroit Red Wings                    | C                                    | 1                                    |
| 1956-57   | Andy Hebenton                        | New York Rangers                     | AD                                   | 1                                    |
| 1957-58   | Camille Henry                        | New York Rangers                     | AS                                   | 1                                    |
| 1958-59   | Alex Delvecchio                      | Detroit Red Wings                    | C                                    | 1                                    |
| 1959-60   | Don McKenney                         | Boston Bruins                        | C                                    | 1                                    |
| 1960-61   | Red Kelly                            | Toronto Maple Leafs                  | C                                    | 4                                    |
| 1961-62   | Dave Keon                            | Toronto Maple Leafs                  | C                                    | 1                                    |
| 1962-63   | Dave Keon                            | Toronto Maple Leafs                  | C                                    | 2                                    |
| 1963-64   | Ken Wharram                          | Chicago Black Hawks                  | C                                    | 1                                    |
| 1964-65   | Bobby Hull                           | Chicago Black Hawks                  | AS                                   | 1                                    |
| 1965-66   | Alex Delvecchio                      | Detroit Red Wings                    | C                                    | 2                                    |
| 1966-67   | Stan Mikita                          | Chicago Black Hawks                  | C                                    | 1                                    |
| 1967-68   | Stan Mikita                          | Chicago Black Hawks                  | C                                    | 2                                    |
| 1968-69   | Alex Delvecchio                      | Detroit Red Wings                    | C                                    | 3                                    |
| 1969-70   | Phil Goyette                         | St. Louis Blues                      | C                                    | 1                                    |
| 1970-71   | John Bucyk                           | Boston Bruins                        | AS                                   | 1                                    |
| 1971-72   | Jean Ratelle                         | New York Rangers                     | C                                    | 1                                    |
| 1972-73   | Gilbert Perreault                    | Buffalo Sabres                       | C                                    | 1                                    |
| 1973-74   | John Bucyk                           | Boston Bruins                        | AS                                   | 2                                    |
| 1974-75   | Marcel Dionne                        | Detroit Red Wings                    | C                                    | 1                                    |
| 1975-76   | Jean Ratelle                         | Boston Bruins                        | C                                    | 2                                    |
| 1976-77   | Marcel Dionne                        | Los Angeles Kings                    | C                                    | 2                                    |
| 1977-78   | Butch Goring                         | Los Angeles Kings                    | C                                    | 1                                    |
| 1978-79   | Bob MacMillan                        | Atlanta Flames                       | C                                    | 1                                    |
| 1979-80   | Wayne Gretzky                        | Edmonton Oilers                      | C                                    | 1                                    |
| 1980-81   | Rick Kehoe                           | Pittsburgh Penguins                  | C                                    | 1                                    |
| 1981-82   | Rick Middleton                       | Boston Bruins                        | AD                                   | 1                                    |
| 1982-83   | Mike Bossy                           | New York Islanders                   | AD                                   | 1                                    |
| 1983-84   | Mike Bossy                           | New York Islanders                   | AD                                   | 2                                    |
| 1984-85   | Jari Kurri                           | Edmonton Oilers                      | AD                                   | 1                                    |
| 1985-86   | Mike Bossy                           | New York Islanders                   | AD                                   | 3                                    |
| 1986-87   | Joe Mullen                           | Calgary Flames                       | C                                    | 1                                    |
| 1987-88   | Mats Näslund                         | Montreal Canadiens                   | AS                                   | 1                                    |
| 1988-89   | Joe Mullen                           | Calgary Flames                       | C                                    | 2                                    |
| 1989-90   | Brett Hull                           | St. Louis Blues                      | AD                                   | 1                                    |
| 1990-91   | Wayne Gretzky                        | Los Angeles Kings                    | C                                    | 2                                    |
| 1991-92   | Wayne Gretzky                        | Los Angeles Kings                    | C                                    | 3                                    |
| 1992-93   | Pierre Turgeon                       | New York Islanders                   | C                                    | 1                                    |
| 1993-94   | Wayne Gretzky                        | Los Angeles Kings                    | C                                    | 4                                    |
| 1994-95   | Ron Francis                          | Pittsburgh Penguins                  | C                                    | 1                                    |
| 1995-96   | Paul Kariya                          | Mighty Ducks of Anaheim              | AS                                   | 1                                    |
| 1996-97   | Paul Kariya                          | Mighty Ducks of Anaheim              | AS                                   | 2                                    |
| 1997-98   | Ron Francis                          | Pittsburgh Penguins                  | C                                    | 2                                    |
| 1998-99   | Wayne Gretzky                        | New York Rangers                     | C                                    | 5                                    |
| 1999-2000 | Pavol Demitra                        | St. Louis Blues                      | C                                    | 1                                    |
| 2000-01   | Joe Sakic                            | Colorado Avalanche                   | C                                    | 1                                    |
| 2001-02   | Ron Francis                          | Carolina Hurricanes                  | C                                    | 3                                    |
| 2002-03   | Aleksandr Mogil'nyj                  | Toronto Maple Leafs                  | AD                                   | 1                                    |
| 2003-04   | Brad Richards                        | Tampa Bay Lightning                  | C                                    | 1                                    |
| 2004-05   | Premio non assegnato per il lockout. | Premio non assegnato per il lockout. | Premio non assegnato per il lockout. | Premio non assegnato per il lockout. |
| 2005-06   | Pavel Dacjuk                         | Detroit Red Wings                    | C                                    | 1                                    |
| 2006-07   | Pavel Dacjuk                         | Detroit Red Wings                    | C                                    | 2                                    |
| 2007-08   | Pavel Dacjuk                         | Detroit Red Wings                    | C                                    | 3                                    |
| 2008-09   | Pavel Dacjuk                         | Detroit Red Wings                    | C                                    | 4                                    |
| 2009-10   | Martin St. Louis                     | Tampa Bay Lightning                  | AD                                   | 1                                    |
| 2010-11   | Martin St. Louis                     | Tampa Bay Lightning                  | AD                                   | 2                                    |
| 2011-12   | Brian Campbell                       | Florida Panthers                     | D                                    | 1                                    |
| 2012-13   | Martin St. Louis                     | Tampa Bay Lightning                  | AD                                   | 3                                    |
| 2013-14   | Ryan O'Reilly                        | Colorado Avalanche                   | C                                    | 1                                    |
| 2014-15   | Jiří Hudler                          | Calgary Flames                       | AS                                   | 1                                    |
| 2015-16   | Anže Kopitar                         | Los Angeles Kings                    | C                                    | 1                                    |